# Pthreads
En informàtica, POSIX Threads, comunament conegut com pthreads, és un model d'execució que existeix independentment d'un llenguatge de programació, així com un model d'execució paral·lel. Permet que un programa controli múltiples fluxos de treball diferents que es superposen en el temps. Cada flux de treball es coneix com un fil, i la creació i el control d'aquests fluxos s'aconsegueix fent trucades a l'API POSIX Threads. POSIX Threads és una API definida per l'estàndard POSIX.1c de l'Institut d'Enginyers Elèctrics i Electrònics (IEEE) , extensions de Threads (IEEE Std 1003.1c-1995).
Les implementacions de l'API estan disponibles en molts sistemes operatius compatibles amb POSIX semblants a Unix, com ara FreeBSD, NetBSD, OpenBSD, Linux, macOS, Android, Solaris, Redox i AUTOSAR Adaptive, normalment s'agrupen com a biblioteca libpthread. També existeixen implementacions de DR-DOS i Microsoft Windows : dins del subsistema SFU/SUA que proporciona una implementació nativa d'una sèrie d'API POSIX, i també dins de paquets de tercers com pthreads-w32, que implementa pthreads a sobre de API de Windows existent.

## Continguts
pthreads defineix un conjunt de tipus de llenguatge de programació C, funcions i constants. S'implementa amb una capçalera pthread.h i una biblioteca de fils.
Hi ha uns 100 procediments de fils, tots amb el prefix pthread_ i es poden classificar en quatre grups:
- Gestió de fils: creació, unió de fils, etc.
- Mutexs
- Variables de condició
- Sincronització entre fils mitjançant bloquejos i barreres de lectura escriptura
- Spinlocks